# Michael de la Pole, 1:e earl av Suffolk
Michael de la Pole, 1:e earl av Suffolk, född omkring 1330, död 1389 i Paris, son till sir William de la Pole (död 1366).
Suffolk deltog flera gånger i franska kriget och blev under Rikard II rådsmedlem och snart den unge konungens förtrognaste rådgivare. 1383 blev han kansler och 1385 earl av Suffolk. Han var som rik uppkomling illa sedd av de förnäma baronerna, vilka sammangaddade sig emot honom under ledning av kungens farbror, Thomas, hertig av Gloucester. 
Av "det underliga parlamentet" 1386 skrämdes Rikard att avskeda Suffolk, vilken även åtalades och dömdes
till fängelse, men efter parlamentets upplösning tog Rikard honom genast åter till nåder. I november
1387 nödgades han fly ur riket och dömdes frånvarande till döden 1388.